# 4817 (1984 DC1)
4817 (1984 DC1) је астероид главног астероидног појаса чија средња удаљеност од Сунца износи 2,346 астрономских јединица (АЈ).
Апсолутна магнитуда астероида је 13,6.